# Assemblea nazionale (Belize)
L'Assemblea nazionale (in lingua inglese: National Assembly) è il parlamento bicamerale del Belize. Ha in tutto 44 membri divisi fra Camera dei Rappresentanti (31 membri) e Senato (13 membri). La Camera è eletta a suffragio universale, mentre il Senato viene nominato dal Governatore generale dopo aver consultato il Primo ministro ed il leader dell'opposizione.

## Storia
L'Assemblea nazionale del Belize, noto come Honduras Britannico prima dell'indipendenza nel 1981, è stata istituita nel 1963. L'Assemblea nazionale ha il potere di legiferare rispettando la Costituzione. Si riunisce una volta al mese, ma può convocare altre riunioni se lo ritiene necessario. Dal 1970, con il trasferimento della capitale da Belize City a Belmopan, l'Assemblea nazionale è stata trasferita nel Palazzo dell'Assemblea nazionale nel distretto di Cayo.